# Occidozyga magnapustulosus
Occidozyga magnapustulosus és una espècie de granota que viu a Laos, Tailàndia i el Vietnam.